# انزياح منصفي

يوجد استرواج صدري ضاغط في اليسار، حيثُ يُظهر منطقة كبيرة مُحددة بشكلٍ واضح تخلو من علامات الرئتين مع وجود انحراف في القصبة الهوائية وتحرك القلب بعيدًا عن الموقع المُصاب (انزياح منصفي)، وأيضًا يوجد انصباب جنبي قليل في الجانب الأيسر.

الانزياح المنصفي أو الزيحان المنصفي (بالإنجليزية: Mediastinal shift)‏ هو انحراف التراكيب المُنصفية نحو أحد جوانب جوف الصدر وغالبًا ما تُشاهد في تصوير الصدر بالأشعة السينية. قد تحدث هذه الحالة نتيجةً لقلة حجم أو توسع حجم أحد جوانب الصدر أو نتيجةً لكتل مُنصفية واضطرابات في الفقرات أو جدار الصدر. يُعتبر استرواح الصدر الضاغط من الحالات الطارئة الاعتيادية التي تُظهر انزياح منصفي. من الممكن اكتشاف الزيحان المنصفي في عدد من الحالات الجنينية وذلك بواسطة الموجات فوق الصوتية قبل الولادة.